# Électrorotation

Moment créé par un champ électrostatique sur un dipôle.

 (mars 2023).
Si vous disposez d'ouvrages ou d'articles de référence ou si vous connaissez des sites web de qualité traitant du thème abordé ici, merci de compléter l'article en donnant les références utiles à sa vérifiabilité et en les liant à la section « Notes et références ».
L'électrorotation est un phénomène électrochimique observé lorsqu'une particule présentant un dipôle électrostatique est soumise à un champ électrostatique : un moment est créé, qui tend à aligner le dipôle sur le champ.